# Davide Andreotti
Davide Moisè Andreotti (Cosenza, 22 ottobre 1823 – 1886) è stato un politico italiano, parlamentare e sindaco di Cosenza.

## Biografia
Nasce da Gaspare e da Anna Maria Marsico, quinto di sette figli.
Il 9 marzo 1863 viene nominato sindaco di Cosenza e mantiene la carica fino al 15 novembre 1864.
Il 29 ottobre 1865 viene eletto alla Camera dei deputati per poi essere riconfermato nelle elezioni del 12 maggio 1867.